# SMS Gneisenau (1908)
El SMS Gneisenau fue un crucero acorazado (Großer Kreuzer en alemán), de la Kaiserliche Marine alemana, que junto a su gemelo, el SMS Scharnhorst, fueron los antepenúltimo y penúltimo cruceros acorazados construidos en Alemania. Su costo total, ascendió a 19,2 millones de marcos.

## Aspectos técnicos

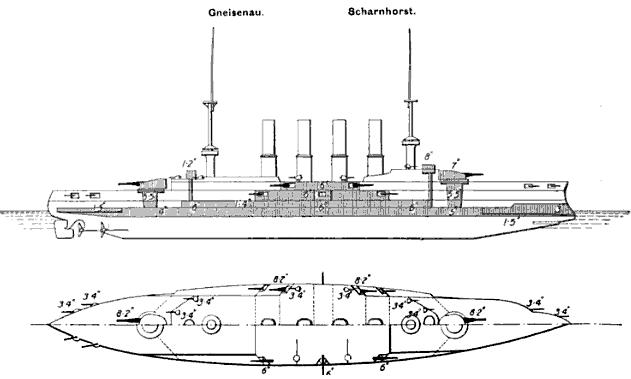
Dibujo de la clase Scharnhorst

Descrito como un crucero blindado o armado, su clase de tan solo dos unidades, se caracterizaba por sus cuatro chimeneas y un bajo perfil. Basados en la Clase Roon, su construcción robusta de tipo reducto albergó más artillería pesada de 210 mm que artillería ligera. Al momento de su botadura, se les consideró en vías de ser obsoletos y fueron destinados inicialmente a las colonias alemanas en Asia.

## Historial de servicio
Con fecha de 6 de marzo de 1908 es dado de alta en la Kaiserliche Marine; desde esta fecha hasta marzo de 1909 realiza sus pruebas de mar y ejercicios de instrucción en el Atlántico. Entre julio y agosto del mismo año realiza un viaje a España. En julio de 1910 hace un viaje de cortesía a Noruega, siendo ese año destinado a la escuadra del sudeste asiático del almirante Maximilian von Spee, con base en Tsingtao, hacia donde zarpa el 10 de noviembre, realizando diversas escalas en su ruta: Málaga, Puerto Saíd, Colombo, Bombay, Yaigarth, Corhin, Calcuta, Singapur, Hong Kong y Amoy , para llegar a su destino el 14 de marzo de 1911. 
En la primavera de 1912 realiza operaciones en la zona y realiza un crucero al norte del archipiélago japonés y Siberia, permaneciendo en su base hasta julio en que realiza una visita al Japón. A principios de 1913 se encuentra estacionado en Shanghái y en marzo realiza un crucero a Indonesia y más tarde visita Rabble en Nueva Zelanda para terminar el año con una visita a la base naval rusa de Port Arthur. Desde enero a marzo de 1914 realiza operaciones con la flota en aguas de su destino, para en junio, después de atracar en Nagasaki , parte con otros buques de su escuadrón con rumbo a las islas Marianas , realizando en julio una parada  en Rabaul.

## Operaciones de guerra

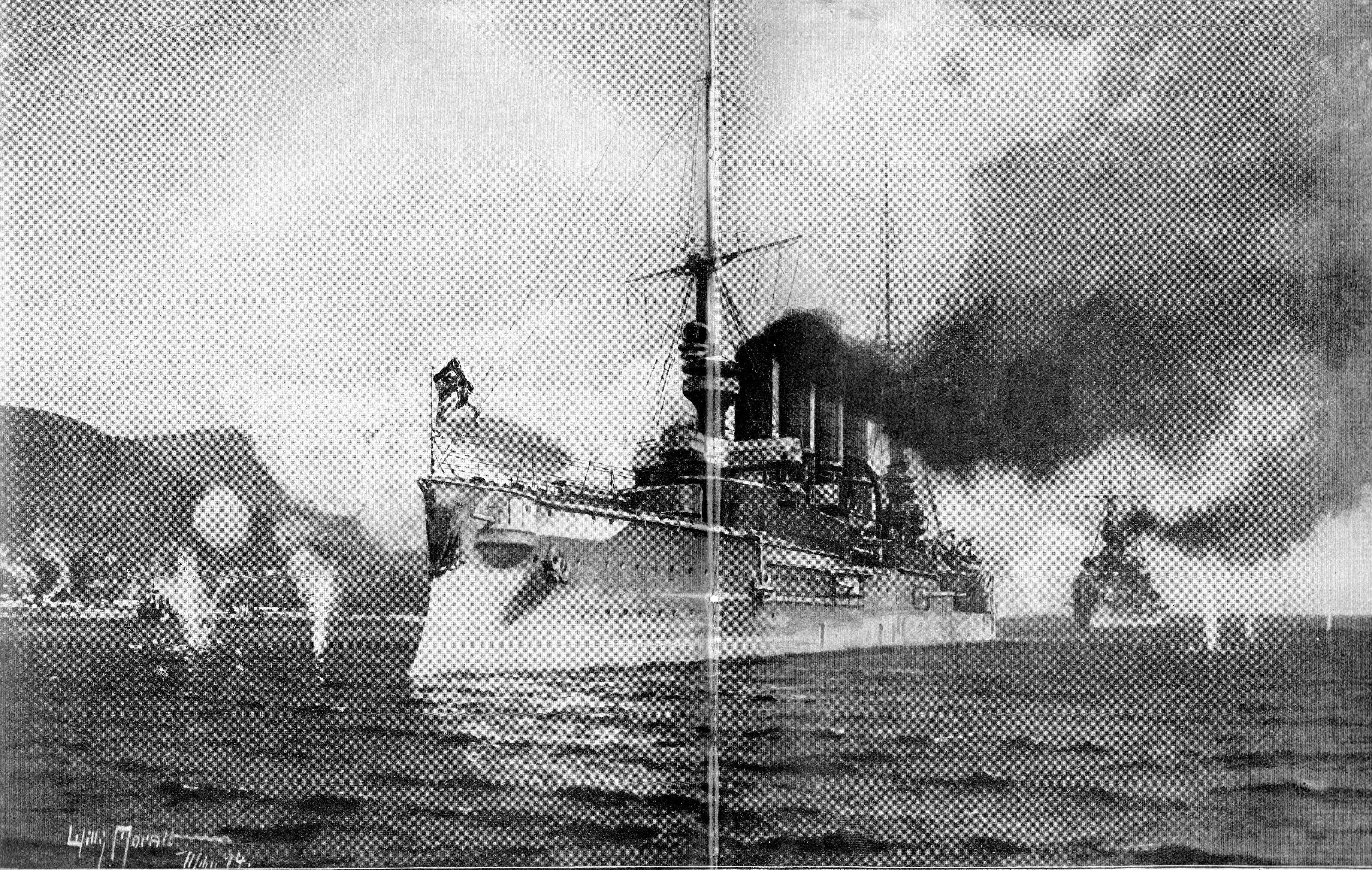
Los cruceros Scharnhorst y Gneisenau bombardean Papeete, capital de Tahití

Esta escuadra, estaba formada por el Gneisenau, su gemelo, el  Scharnhorst, y los cruceros ligeros Dresden, Emden, Nürnberg, y Leipzig.
Dado que el Japón entró en guerra al lado de los aliados y la declaración de guerra la sorprendió en las Islas Carolinas en un crucero de rutina los barcos no pudieron regresar a su base en Tsingtao. En su lugar se decidió librar la guerra al comercio en el Pacífico oriental y en la costa oeste de América del Sur; por lo que la escuadra, se separó, y el Emden, oficialmente, partió hacia el océano Índico, para realizar ataques contra intereses comerciales y transporte de tropas con gran éxito.

## Batalla de Coronel

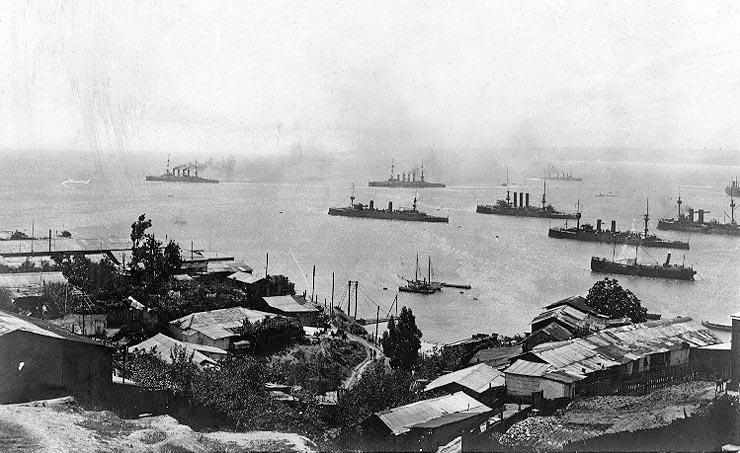
La escuadra alemana que sale de Valparaíso el 3 de noviembre después de la batalla, con el Scharnhorst y el Gneisenau a la cabeza y el Nürnberg detrás. A media distancia aparecen los cruceros chilenos Esmeralda, O'Higgins y Blanco Encalada, y el viejo acorazado Capitán Prat.

Los demás buques, cruzaron al océano Pacífico y el 1 de noviembre de 1914, cerca del puerto chileno de Coronel se encontraron con los cruceros acorazados británicos  HMS Good Hope y HMS Monmouth, el crucero ligero HMS Glasgow y el crucero auxiliar HMS Otranto. 
En dicho enfrentamiento resultaron hundidos los dos primeros buques británicos, mientras que los buques alemanes no sufrieron ningún daño importante, aunque para ello tuvieron que utilizar el 42% de sus municiones. Con el fin de reponer su suministro de carbón, los buques alemanes deciden asaltar la base británica en las islas Malvinas. Para ello el escuadrón de cruceros pasa el Cabo de Hornos a primeros de diciembre de 1914.

## Batalla de las Islas Malvinas

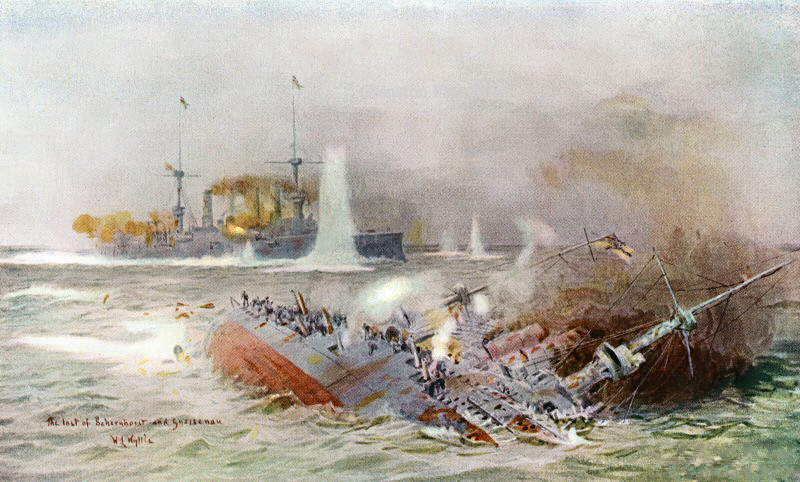
Cuadro que muestra como el Scharnhorst se da vuelta y se hunde mientras el Gneisenau sigue combatiendo.

El 8 de diciembre de 1914, los cinco cruceros del escuadrón, intentaron atacar Stanley en las islas Malvinas con la intención de obtener carbón, ignorando la presencia allí de la escuadra del vicealmirante Doveton Sturdee, que incluía los cruceros de batalla británicos HMS Invincible y HMS Inflexible, junto a los cruceros blindados  HMS Cornwall, HMS Kent y el HMS Glasgow y otros dos cruceros ligeros y algunos cruceros auxiliares, que habían llegado el día anterior. 
En el transcurso de la batalla, el Gneisenau  fue hundido junto al resto del escuadrón, con la excepción del crucero ligero SMS Dresden, que fue hundido tres  meses después en la isla de Más a Tierra, (actual isla Robinson Crusoe).

## Anexos
- Anexo:Cruceros acorazados por país